# Анна Лорелл
Анна Розалі Елеонора Лорелл Неш (швед. Anna Rosalie Eleonora Laurell Nash; 12 лютого 1980, Лунд, Сконе) — шведська боксерка, чемпіонка та призерка чемпіонатів світу і Європи, призерка Європейських ігор.

## Любительська кар'єра
Анна Лорелл народилася в багатодітній сім'ї. У школі захоплювалася математикою і після її закінчення вступила до університету для поглибленого вивчення математики, але невдовзі переключилася на хімію. Одночасно з навчанням для підтримки фізичної форми почала займатися боксом і дуже захопилася ним. 1998 року Анна Лорелл провела перший бій. 1999 року вперше стала чемпіонкою Швеції.
Навесні 2001 року на першому чемпіонаті Європи з боксу серед жінок завоювала срібну медаль при тому, що в її ваговій категорії були заявлені лише чотири учасниці. Того ж 2001 року брала участь у першому чемпіонаті світу з боксу серед жінок і вперше стала чемпіонкою світу.
2003 року стала бронзовою призеркою чемпіонату Європи, а 2004 року вперше стала чемпіонкою Європи. 2005 року вдруге стала і чемпіонкою Європи, і чемпіонкою світу. 2007 року Анна Лорелл стала чемпіонкою Європи втретє, а на чемпіонатах світу 2008 року завоювала срібну медаль, а 2012 — бронзову.
На Олімпійських іграх 2012 вперше у змаганнях з боксу взяли участь жінки. Оскільки Анна Лорелл зайняла на кваліфікаційному чемпіонаті Європи лише третє місце, вона не потрапила на Олімпіаду напряму, але була запрошена AIBA за колишні заслуги. Там вона перемогла у першому бою Наомі Фішер-Расмуссен (Австралія), а у другому бою програла майбутній чемпіонці Кларессі Шилдс (США) — 14-18.
На Європейських іграх 2015, здобувши три перемоги, вийшла у фінал і, програвши Нушкі Фонтейн (Нідерланди), завоювала срібну медаль.
На чемпіонат світу 2016 вже у першому бою програла Лі Цянь (Китай).
На Олімпійських іграх 2016 програла у першому бою Саванні Маршалл (Велика Британія) — 0-3.